# Acacia ammophila
Acacia ammophila är en ärtväxtart som beskrevs av Leslie Pedley. Acacia ammophila ingår i släktet akacior, och familjen ärtväxter. Inga underarter finns listade i Catalogue of Life.